# Burg Oflings
Die Burg Oflings ist eine Turmhügelburg (Motte) vom Typus einer Turmburg an einem Bach am Rand des Weilers Oflings bei dem Gemeindeteil Deuchelried der Stadt Wangen im Allgäu im Landkreis Ravensburg in Baden-Württemberg.
Die Burg wurde um das Jahr 1200 erbaut und war eine Ministerialenburg des Klosters St. Gallen und wurde 1340 als Lehen der Familie Hüss von Wolflins (Oflings) erwähnt. Weitere Besitzer der Burg waren vor 1510 die Reichsstadt Wangen, 1897 Anaklet Sigg und die Familie Sigg. Die Burg wurde 1996 restauriert und bekam dafür 1997 den Denkmalschutzpreis. Sie ist heute in Privatbesitz und kann von innen nicht besichtigt werden.
Die Burganlage auf einem 3,50 Meter hohen Burghügel mit einem Durchmesser von 23 Metern zeigt eine kleine rechteckige Turmburg mit ausladendem Fachwerkobergeschoss des ausgehenden Mittelalters. Der 17 Meter hohe Wohnturm hat eine Grundfläche von 7,50 mal 7,50 Meter und eine Mauerstärke von zwei Meter.